# Saint-Santin-de-Maurs

Saint-Santin-de-Maurs este o comună în departamentul Cantal, Franța. În 1 ianuarie 2022 avea o populație de 365 de locuitori.